# 索贊
49°26′27″N 23°2′9″E / 49.44083°N 23.03583°E
索贊（烏克蘭語：Созань），是烏克蘭西部的村莊，隸屬利維夫州的桑比爾區。該村面積0.63平方公里，海拔高度354米，2001年人口450，人口密度每平方公里713.15人。